# Дніпровське (Дніпровський район)
Дніпро́вське — село в Україні, у Солонянській селищній територіальній громаді Дніпровського району Дніпропетровської області. Населення станом на 2021 рік — 215 мешканців.

## Географія
Село Дніпровське розташоване за кілометр на захід від центру громади, з яким поєднано автошляхом Р80.

## Історія
Село виникло наприкінці 1920-х. Заселено вихідцями із села Волоського, розташованого на Дніпрі між Сурським і Лоханським порогами. Нижня частина Волоського підлягала затопленню внаслідок побудови Дніпрольстану в 1932 році. Про тутешніх волохів (молдован або румунів) зокрема нагадують прізвища односельців загиблих під час Другої світової на місцевому меморіалі.

## Населення

### Мова
Розподіл населення за рідною мовою за даними перепису 2001 року:
| Мова       | Кількість | Відсоток |
| ---------- | --------- | -------- |
| українська | 257       | 97.72%   |
| російська  | 6         | 2.28%    |
| Усього     | 263       | 100%     |